# Beautiful (canción de Tan Biónica)
«Beautiful» es una canción del grupo musical argentino Tan Biónica, siendo el segundo sencillo de su segundo álbum de estudio Obsesionario. Esta canción, junto a otras como «Ella», «Las cosas que pasan», «Ciudad mágica» y «La melodía de Dios», es una de las más reconocidas del grupo y contribuyó a expandir la fama del mismo tanto local como internacionalmente.

## Historia y descripción
Tras su lanzamiento, la canción fue muy bien recibida tanto por la crítica como por los fanáticos del grupo musical. Se la considera una de las mejores canciones del grupo, siendo una de las canciones más escuchadas y mejores valoradas de toda la discografía de Tan Biónica y de su álbum Obsesionario.
En una entrevista con Banda Soporte, Bambi (bajista de Tan Biónica y hermano de Chano) dijo lo siguiente sobre la canción:

"«Beautiful» puede ser que sea como un instante después de «Ella», que es el tema que abre el disco". Luego Chano contaría "Queríamos que esté como cantada al oído, como la primer parte con la guitarrita, como si la mina estuviera acá" Por último, Bambi agregaría "Siempre la generosidad de las mujeres, viste? Que regalan aunque sea una palabra con la que uno hace una canción" 

## Video musical
En el video musical de «Beautiful» se pueden observar distintas habitaciones donde estarían todos los Tan Biónica, y en una ocasión solo Chano, cantando y tocando instrumentos. Además, aparecen distintas mujeres relacionando la palabra «Beautiful» con «libertad», tal como dice el estribillo de la canción ("Ella dice «Beautiful», suena como libertad"). En el coro de la canción, se apagan las luces y la escena se convierte en una fiesta. Finalmente, la canción terminaría con la repetición de la frase "Ella dice «Beautiful»" dicha por varias mujeres y finalmente por Chano.